# サンジブ・メフタ (インドの実業家)
サンジブ・メフタ（Sanjiv Mehta、1959年または1960年生まれ）は、インドの実業家であり、ヒンドゥスタン・ユニリーバの会長兼マネージングディレクター(MD)である。

## 教育
カーンプルで生まれ、ムンバイとナーグプルで教育を受けた。インド勅許会計士協会より勅許会計士の資格を得た。

## キャリア
1983年、ユニオンカーバイドのインドにおける子会社であるユニオンカーバイド・インドでキャリアをスタートさせた。その翌年、同社はボパール化学工場事故を起こし、数千人が死亡した。メフタは危機管理チームの一員となり、その働きが注目されて、プラスチック部門の財務部長に昇進した。
1992年にユニオンカーバイド・インド社は解散し、メフタはユニリーバに入社した。1999年に取締役としてユニリーバ・バングラデシュに派遣された。2002年4月、ユニリーバ・バングラデシュの会長兼MDに昇進した。2007年にユニリーバ・フィリピンの会長としてマニラに移り、2008年にはドバイを拠点とするユニリーバ・北アフリカ・中東(NAME)の会長に就任した。
2013年10月にヒンドゥスタン・ユニリーバのCEO兼MD、2018年6月に会長兼MDに就任した。また、ユニリーバの南アジア（パキスタン、バングラデシュ、スリランカ、ネパール）における事業を統括している。
メフタは、インド商工会議所(FICCI)のFMCG（日用消費財）委員会と、インド工業連盟(CII)の多国籍企業に関する全国委員会の委員長を務めている。

## 私生活
父のSPメフタはインド準備銀行の幹部である。
HSBCの元コーポレートバンカーのモナと結婚し、双子の娘をもうけた。